# Forno Hoffmann

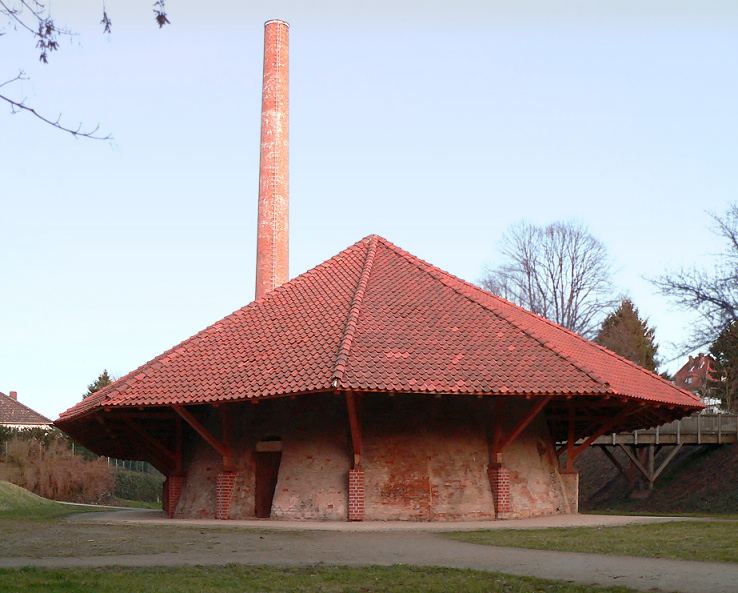
Forno Hoffmann nel parco Willy Spahn, Hannover.

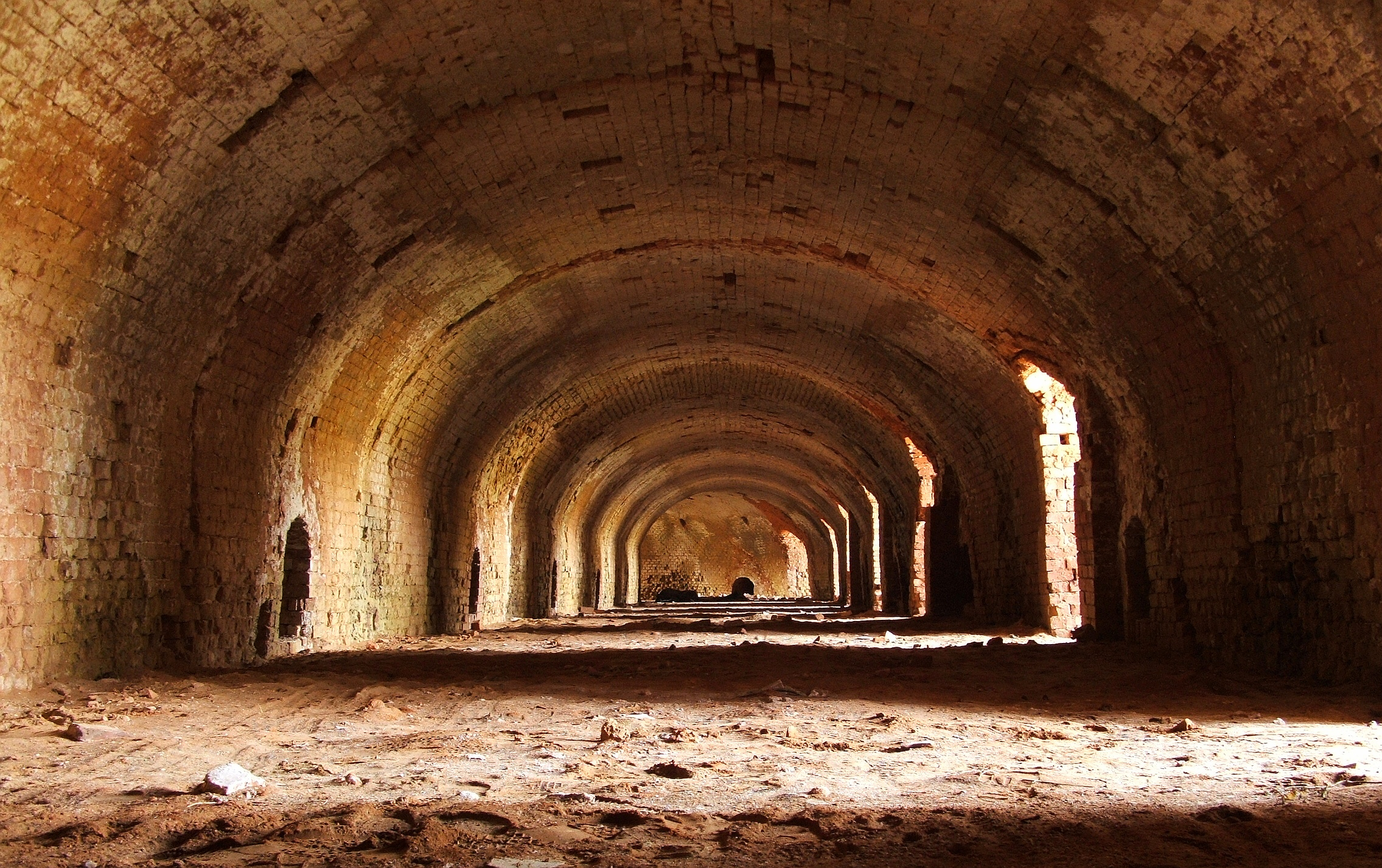
Interno di un forno Hoffmann in una fabbrica di laterizi chiusa a Szentes, Ungheria.

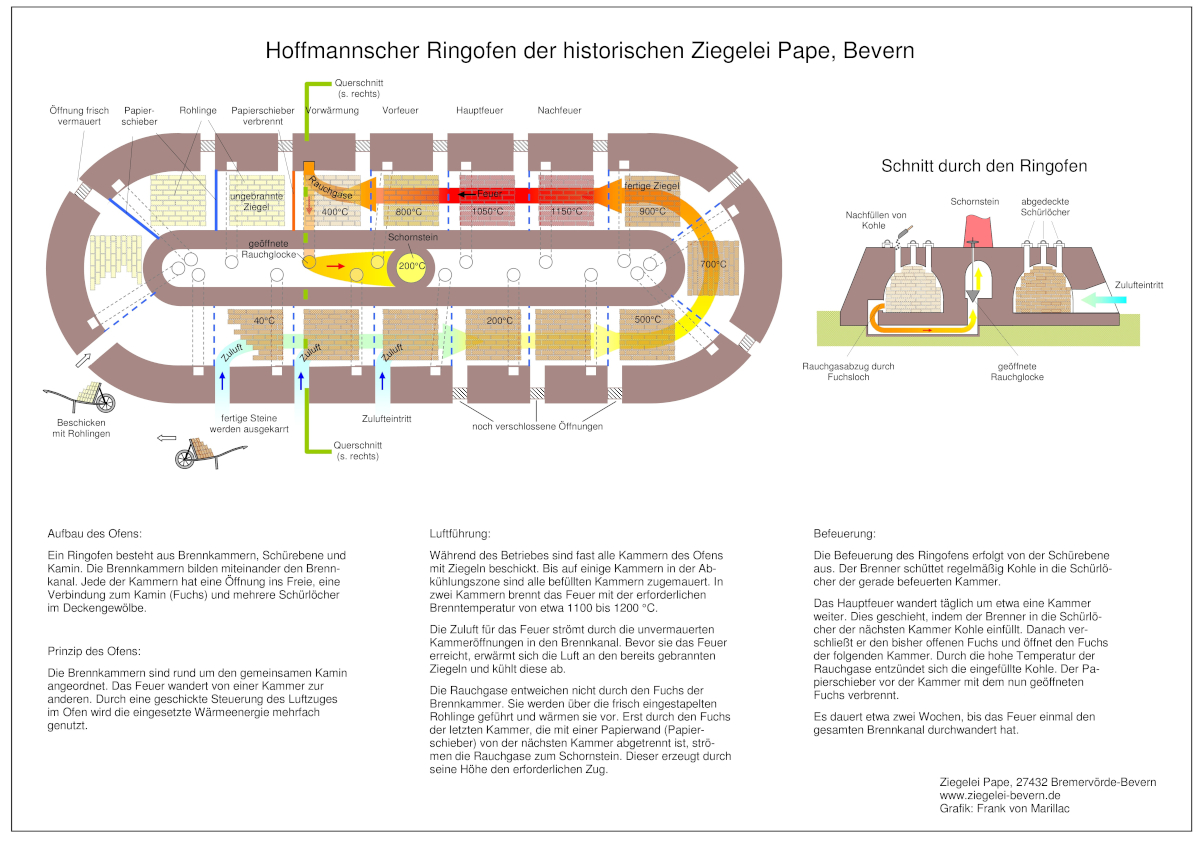
Schema del forno Hoffmann della fabbrica Pape, sita nel distretto di Bevern, parte meridionale di Bremervörde.

Il forno Hoffman è un complesso industriale per la cottura di laterizi con funzionamento in continuo, inventata da Friedrich Eduard Hoffmann. È formato da due gallerie di larghezza variabile a seconda della capacità produttiva, generalmente da 2,3 m sino a 4,6 m, con volta curva o piana in materiale refrattario. Le gallerie sono affiancate e chiuse durante il funzionamento da portoni, e collegate da una apertura su ciascuna delle testate, in modo da permettere il passaggio dei gas da una galleria all'altra. Il forno è diviso idealmente in quattro zone la cui funzione è dettata dalla posizione dei bruciatori: zona di carico/scarico del prodotto secco/cotto, zona di preriscaldo, zona di cottura vera e propria, zona di raffreddamento.
Il sistema di funzionamento è caratterizzato dal fatto che la zona di combustione formata da bruciatori a gas, olio pesante o carbone si muove orizzontalmente, con lo spostamento dei bruciatori seguendo un movimento antiorario; allo stesso modo un sistema di valvole che collegano le quattro zone al camino dei fumi consente un movimento orario dell'aria di raffreddamento verso la zona di cottura, poi verso la zona di preriscaldo e infine verso il camino; la carica del materiale resta ferma. Il caricamento del materiale all'interno del forno ed il prelievo del prodotto cotto possono essere eseguiti manualmente, come nelle vecchie fornaci per cotto fatto a mano, oppure con l'impiego di un carrello elevatore. Questo tipo di forno, vista l'impossibilità di automatizzare le operazioni di carico e scarico, trova oggi scarsa applicazione in quanto è sostituito dal più moderno ed efficiente forno a tunnel; esistono tuttavia alcune fornaci, in particolare per la produzione di mattoni in cotto fatto a mano nelle zone di Ferentino (Lazio), Castel Viscardo (Umbria) e Rovigo (Veneto) che ne fanno ancora uso.